# Ángel Rosenblat
Ángel Rosenblat Frajman (originalment Jankiel Rozenblit, Węgrów, Polònia, 9 de desembre de 1902—Caracas, 11 de setembre de 1984) va ser un filòleg, assagista i hispanista jueu veneçolà d'origen polonès.

## Biografia
Nascut a Polònia, als sis anys va arribar a l'Argentina amb la seva família, on va créixer i va realitzar tots els seus estudis. Es va formar amb Amado Alonso a l'Institut de Filologia de la Universitat de Buenos Aires, i va tenir entre altres mestres a Pedro Henríquez Ureña; Alonso li va manar preparar el primer tom del que seria la Biblioteca de Dialectologia Hispanoamericana i li va inculcar els mètodes de treball de la Estilística idealista; va estudiar després en la Universitat de Berlín (1931-1933); en Madrid va treballar al Centre d'Estudis Històrics amb Ramón Menéndez Pidal entre 1933 i 1936; en 1946 es va establir a Veneçuela contractat per Mariano Picón-Salas per a l'Institut Pedagògic Nacional com a professor de castellà i llatí i va fundar en 1947 la Càtedra de Filologia de la Universitat Central. Es va nacionalitzar veneçolà en 1950 i va dirigir l'Institut de Filologia Andrés Bello de la Universitat Central de Veneçuela; investigant sobretot sobre l'Espanyol d'Amèrica en la seva modalitat veneçolana, elaborant un gran fitxer lexicogràfic de venezolanismos. Va col·laborar en el «Papel Literario» del diari El Nacional i va ser redactor de la revista Tierra Firme.
Davant de l'alarmisme de Rufino José Cuervo, qui veia possible l'escissió de diverses llengües emanades de l'espanyol d'Amèrica, Rosenblat va percebre una gran unitat en l'ús del castellà culte entre Hispanoamèrica i Espanya, encara que no tant en els usos més vulgars i col·loquials.

## Obres
- Amadís de Gaula: novela de caballerías, refundida y modernizada, Buenos Aires, Losada, 1940
- La población indígena de América desde 1492 hasta la actualidad, Buenos Aires, Institución cultural española, 1945
- Las nuevas normas ortográficas y prosódicas de la Academia Española, Caracas, imprenta nacional, 1953
- La población indígena y el mestizaje en América, Buenos Aires, 1954, 2 vols.
- El nombre de Venezuela, Caracas, tipografía Vargas, 1956
- Buenas y malas palabras en el castellano de Venezuela, Caracas/Madrid, Edime, 1956-1960, 2 vols. (varias reediciones corregidas y aumentadas)
- Ortega y Gasset: lengua y estilo, Caracas, Instituto de filología Andrés Bello, 1958
- El pensamiento gramatical de Bello: conferencia pronunciada en el auditorium del liceo Andrés Bello en noviembre de 1959, Caracas, ediciones Andrés Bello, 1961
- Lengua y cultura de Hispanoamérica: tendencias actuales, Caracas, Ministerio de educación, 1962
- Origen e historia del che argentino, s.l. Instituto de Filología y Literaturas Hispánicas, 1962
- El castellano de España y el castellano de América: unidad y diferenciación, Caracas, UCV, 1962
- Fetichismo de la letra, Caracas, UCV, 1963
- Corrección de pruebas: incluyendo nuevas normas ortográficas y prosódicas de la Academia Española, Barcelona, Oficina de educación iberoamericana, 1964
- El nombre de la Argentina, Buenos Aires, Eudeba, 1964
- La educación en Venezuela, voz de alerta, Caracas, Italgráficas, 1964
- La primera visión de América y otros estudios, Caracas, Publicaciones del Ministerio de Educación, 1965
- Andrés Bello: a los cien años de su muerte, Caracas, UCV, 1966
- El futuro de nuestra lengua, 1967
- El criterio de corrección lingüística: Unidad o pluralidad de normas en el castellano de España y América, l967
- Contactos interlinguísticos en el mundo hispánico: el español y las lenguas indígenas (Universidad de Nimega, Países Bajos, l967)
- La población de América en 1492: viejos y nuevos cálculos, México, el Colegio de México, 1967
- Lengua literaria y lengua popular en América, Caracas, UCV, 1969
- Nuestra lengua en ambos mundos (Biblioteca General Salvat. 1971)
- La lengua del «Quijote», Madrid, Gredos, 1971
- Corrección de pruebas: nuevas normas ortográficas y prosódicas de la Academia Española, Caracas, editorial Arte, 1974
- Actual nivelación léxica en el mundo hispánico, 1975
- Los conquistadores y su lengua, 1977
- Sentido mágico de la palabra: y otros estudios, Caracas, UCV, 1977
- El español de América, Caracas, Ayacucho, 2002

Com a editor
- Historia general del Perú, del Inca Garcilaso de la Vega, Buenos Aires, Emecé, 1943
- Historia de los incas, de Pedro Sarmiento de Gamboa, Buenos Aires, Emecé, 1947
- Cartas completas, de Félix Lope de Vega y Carpio, Buenos Aires, Emecé, 1948, 2 vols.
- Viajes al Estrecho de Magallanes (1579-1584): recopilación de sus relaciones sobre los dos viajes al Estrecho y de sus cartas y memoriales, de Pedro Sarmiento de Gamboa, Buenos Aires, Emecé, 1950, 2 vols.

## Biblioteca Ángel Rosenblat
- Estudios sobre el habla de Venezuela: buenas y malas palabras 1., tomo I, Caracas, Monte Ávila, 1987
- Estudios sobre el habla de Venezuela: buenas y malas palabras 2., tomo II, Caracas, Monte Ávila, 1987
- Estudios sobre el español de América, tomo III, Caracas, Monte Ávila, 1990
- Estudios dedicados a la Argentina, tomo IV, Caracas, Monte Ávila, 1991
- Estudios gramaticales y filológicos, tomo V, Caracas, Monte Ávila,
- Ensayos diversos 1., tomo VI, Caracas, Monte Ávila, 1997
- Ensayos diversos 2., tomo VII, Caracas, Monte Ávila, 1997
- Temas indígenas, tomo VIII, Caracas, Monte Ávila,
- La lengua del Quijote, tomo IX, Caracas, Monte Ávila,
- El Amadís de Gaula, tomo X, Caracas, Monte Ávila,
- Miscelánea, tomo XI, Caracas, Monte Ávila,